# Махагонови
Махагоновите (Meliaceae) са семейство растения от разред Сапиндоцветни (Sapindales).
Таксонът е описан за пръв път от Антоан-Лоран дьо Жусийо през 1789 година. Таксономичният му тип е Мелия.

## Родове
Подсемейство Cedreloideae
- Capuronianthus
- Carapa
- Cedrela
- Chukrasia
- Entandrophragma
- Khaya
- Lovoa – Ловоа
- Neobeguea
- Pseudocedrela
- Schmardaea
- Soymida
- Swietenia
- Toona
- Xylocarpus

Подсемейство Melioideae
- Aglaia – Аглая
- Anthocarapa
- Aphanamixis
- Astrotrichilia
- Azadirachta – Азадирахта
- Cabralea
- Calodecarya
- Chisocheton
- Cipadessa
- Dysoxylum
- Ekebergia
- Guarea
- Heckeldora
- Heynea
- Humbertioturraea
- Lansium
- Lepidotrichilia
- Leplaea
- Malleastrum
- Melia – Мелия
- Munronia
- Naregamia
- Nymania – Нимания
- Owenia
- Pseudobersama
- Pseudoclausena
- Pterorhachis
- Quivisianthe
- Reinwardtiodendron
- Ruagea
- Sandoricum
- Sphaerosacme
- Synoum
- Trichilia
- Turraea – Турея
- Turraeanthus
- Vavaea
- Walsura